# Yamakaze
Lo Yamakaze (山風? lett. "Vento della montagna") è stato un cacciatorpediniere della Marina imperiale giapponese, settima unità appartenente alla classe Shiratsuyu. Fu varato dal cantiere navale di Uraga, a Tokyo, nel febbraio 1936.
Inserito nella 24ª Divisione cacciatorpediniere, partecipò all'invasione delle Filippine, agli sbarchi su Tarakan e a Balikpapan, nonché a un paio di assalti anfibi sull'isola di Celebes. In aprile ritornò nell'arcipelago filippino per appoggiare l'occupazione metodica delle isole interne, quindi a maggio rientrò in Giappone. Rimesso in efficienza, fu presente alla battaglia delle Midway (4-6 giugno 1942), senza però avere parte alcuna. Il 25 giugno fu gravemente colpito da un sommergibile statunitense a poca distanza dalle coste del Giappone, scoppiò e affondò con tutto l'equipaggio.

## Servizio operativo

### Costruzione
Il cacciatorpediniere Yamakaze fu ordinato nell'anno fiscale edito dal governo giapponese nel 1934. La sua chiglia fu impostata nel cantiere navale di Uraga di Tokyo, gestito dalla compagnia omonima, il 25 maggio 1935 e il varo avvenne il 21 febbraio 1936; fu completato il 30 giugno 1937. Un'altra fonte, invece, riporta che la data di completamento e immissione in servizio fosse il 30 gennaio 1937. La nave formò con i gemelli Umikaze, Kawakaze e Suzukaze la 24ª Divisione cacciatorpediniere, dipendente dalla 4ª Squadriglia della 2ª Flotta.

### 1941-1942
Tra 1940 e 1941 lo Yamakaze transitò al comando del capitano di corvetta Shūichi Hamanaka. Il 26 novembre 1941 seguì la propria divisione sino alle isole Palau (raggiunte il 1º dicembre), dove fu aggregato alla 3ª Flotta del viceammiraglio Ibō Takahashi in vista dell'attacco alle Filippine. Il 6 dicembre lo scaglione meridionale della flotta salpò e il 12, dopo l'attacco di Pearl Harbor, lo Yamakaze appoggiò con numerose altre navi lo sbarco a Legaspi, nella Luzon meridionale; quindi il 24 novembre fu presente con i cacciatorpediniere gregari al facile sbarco nella baia di Lamon, a est di Manila. Subito la conquista della capitale, avvenuta il 2 gennaio 1942, la 3ª Flotta si spostò come da piano nello scacchiere delle Indie orientali olandesi e il 12 gennaio una formazione comprendente la 24ª Divisione attaccò Tarakan; lo Yamakaze, in questa occasione, intervenne in aiuto del pattugliatore No. 38 e l'aiutò ad affondare il posamine olandese Prins van Oranje. Il 23 gennaio fu presente allo sbarco incruento di Balikpapan e il 4 febbraio si portò nelle vicinanze della baia Staring, nell'isola di Celebes, per assistere il Suzukaze appena silurato. Quattro giorni più tardi si trovò con la forza d'assalto incaricata di occupare Makassar, quindi fu riassegnata a Manado, sulla punta nord-orientale dell'isola: 120 miglia a est di tale città affondò, l'11 febbraio, il sommergibile USS Shark, adoperando le artiglierie di bordo. Ricongiuntosi alla propria divisione, fece parte del gruppo orientale per l'invasione di Giava e il 27 febbraio partecipò dunque alla battaglia del Mare di Giava senza riportare danni o colpi a segno. Nel pomeriggio del 1º marzo, invece, ebbe una parte importante nella seconda battaglia del Mare di Giava, contribuendo alla distruzione dell'incrociatore pesante britannico HMS Exeter e dei cacciatorpediniere HMS Encounter e USS Pope. Tra l'8 e il 14 marzo lo Yamakaze scortò un convoglio dalla baia Staring a Singapore, quindi in aprile navigò con il resto delle unità sorelle sino alle Filippine, dove giunse il 5 aprile. Qui operò in appoggio alle operazioni anfibie secondarie che permisero la conquista delle isole ancora in mano statunitense, come Panay e Negros; durante questi incarichi la 24ª Divisione al completo passò alle dipendenze della 1ª Squadriglia, 1ª Flotta. Il 28 aprile, da Panay, lo Yamakaze partì con destinazione Sasebo, dove fu messo in bacino di carenaggio per le necessarie revisioni. Rimesso in acqua a fine maggio, lo Yamakaze poté partecipare alla battaglia delle Midway tra il 4 e il 6 giugno, ma nella formazione del viceammiraglio Shirō Takasu, che era stata incaricata di coprire a distanza le manovre diversive nelle isole Aleutine volte a facilitare l'attacco della 1ª Flotta aerea all'atollo di Midway. Dopo la dura sconfitta le forze navali nipponiche rientrarono in Giappone.

### L'affondamento
Il 25 giugno lo Yamakaze lasciò da solo Ominato per spostarsi, come da ordini ricevuti, nel Mare interno di Seto. In un punto localizzato 60 miglia a sud-est dell'arsenale di Yokosuka (34°34′N 140°26′E) finì sotto l'attacco del sommergibile USS Nautilus mentre viaggiava alla velocità di 12 nodi; due siluri scoppiarono alle 08:54 circa sulla sinistra dello scafo, all'altezza del ponte di comando, e lo Yamakaze affondò in meno di cinque minuti, quindi sott'acqua fu squarciato da una serie di esplosioni: perì l'intero equipaggio di 227 uomini.
Il 20 agosto 1942 lo Yamakaze fu rimosso dai ruoli della Marina imperiale giapponese.